# Adelomelon
Adelomelon là một chi ốc biển, là động vật thân mềm chân bụng sống ở biển trong họ Volutidae.

## Các loài
Các loài thuộc chi Adelomelon bao gồm:
- Adelomelon ancilla (Lightfoot, 1786)[3]
- Adelomelon beckii (Broderip, 1836)[4]
- Adelomelon riosi Clench & Turner, 1964[5]
- Adelomelon brasiliana (Lamarck, 1811)[6]
- Adelomelon ferussacii (Donovan, 1824)[7]
- Adelomelon scoresbyana (Powell, 1951)[8]